# 4198 Panthera
A 4198 Panthera (ideiglenes jelöléssel 1983 CK1) a Naprendszer kisbolygóövében található aszteroida. Norman G. Thomas fedezte fel 1983. február 11-én.